# Carcelia yakushimana
Carcelia yakushimana là một loài ruồi trong họ Tachinidae.